# Jean-Bernard Cunin
Pour les articles homonymes, voir Cunin.
Jean-Bernard Cunin, né le 8 avril 1954 à Agen, est un homme d'affaires et  équipier de navigateur français.

## Biographie
Jean-Bernard Cunin a fait ses études à la faculté des sciences économiques de Brest[réf. nécessaire]. Après avoir vendu la société Brest Nautic, il est cogérant des sociétés 29 Immo, Loisirs 3000, Brest téléphone, Magic Surf, Brest Hélicoptère, CCS Aéro.
En 1973, il fut l'un des nombreux pionniers de la planche à voile en Bretagne avec Patrick Carn qui fit connaitre le windsurf en france[réf. nécessaire]. Le 12 novembre 1975 il a été le premier président de l'association brestoise de planches à voile Les crocodiles de l'élorn. Avec son ami Dominique Delville, il a écrit 2 livres sur la planche à voile.
En 1988 et 1989, avec Maurice Gahagnon, il a battu à deux reprises le record du monde de vitesse à la voile en classe C sur Loisirs 3000, un trimaran à hydrofoils en L,. 
En 2005, il sponsorise l'IMOCA Open 50 Brest Nautic. À son bord, il participe à la course transatlantique « La route de l'équateur ». Le monocoque, skippé par Rodolphe Jacq et Arnaud Boissières, finit premier de sa catégorie, à peine une demi-heure avant son unique opposant, Défi Vendéen.
En 2008 il rachète le trimaran Trilogic à Eric Bruneel pour naviguer en famille avec ses 8 enfants en mer d'Iroise.
Passionné d'aviation, il est pilote privé d'hélicoptère et d'ULM. Il aura d'ailleurs un "accident" d'hélicoptère sans gravité le 3 juin 2013 sur l'aéroport de Brest-Guipavas.
En 2017 il est devenu vice président de la maison de l'Europe de Brest.